# 光電効果
光電効果（、英: photoelectric effect）とは、物質に光を照射した際に、電子が放出されたり電流が流れたりする現象である。
デジタルカメラや太陽光発電の動作原理として広く利用されている。外部光電効果と内部光電効果の二種類があり、単に光電効果という場合は外部光電効果を指す場合が多い。内部光電効果は、光起電力効果とも呼ばれる。

## 外部光電効果

外部光電効果：金属等に光を照射すると光電子が飛び出す

物質に光を照射すると、光と電子の相互作用によって、光のもつエネルギーが電子に与えられ、電子（光電子）が物質の表面から放出される。この現象を外部光電効果、または単に光電効果と言う。広義には電子のみならず、原子や分子が外部に放出される現象も含める。また、気体の原子や分子が自由電子を放出する光イオン化（英: photoionization、光電離）も広義の外部光電効果である。
光電子の放出は物質に一定の振動数以上の光を照射した時のみ発生する。このときの振動数を限界振動数 ν0 と言う。またその時の波長を限界波長 λ0 と言い、これらの値は物質の種類によって決まっている。入射光の強度にはよらない。
この現象の起こりやすさは仕事関数 φ で表すことができ、ν0 と λ0 を用いて書くと、c を光速、e を電気素量として
{\displaystyle h\nu _{0}={\frac {ch}{\lambda _{0}}}=e\varphi }
と表される。

### 応用例
外部光電効果の応用例としては、外部光電効果型の光センサ（光電管、光電子増倍管や撮像管など）がある。光電面には仕事関数の小さいアルカリ金属が用いられる。内部光電効果を利用したものに比べて暗電流が少ない、線形性が良いなどの特徴を持ち、光やX線の高感度検出や精密測定に用いられる。特に光電子増倍管は汎用の超高感度光センサとしての用途が広く、原子吸光分析法等、各種の研究開発や工業生産・測定などの現場で利用されている。
また、放出された光電子のエネルギーや運動量を調べることで物質内部のバンド構造や表面状態などを調べられるため、光電子分光法などの分析手法にも応用される。

## 内部光電効果

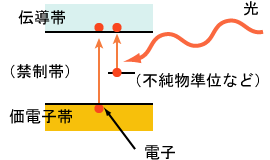
内部光電効果：半導体や絶縁体に光を照射すると電子が励起する

半導体や絶縁体に充分に短波長の光を照射すると、物質内部の伝導電子が増加する現象、またそれによって起こる電気伝導率が増加するなどの現象を内部光電効果と呼ぶ。光伝導（英: photoconduction）、光導電とも言う。半導体や絶縁体において、価電子帯や不純物準位などにある電子が光子のエネルギーを吸収し、伝導帯などへ励起される。この励起された電子を光電子と呼ぶ。これによって伝導電子や正孔が増加するため、導電性が増す。この性質を光伝導性（英: photoconductivity）、光導電性という。この時の電気伝導率の増加は、キャリアの電荷を e、キャリアの寿命を τ、移動度を μ、体積・時間あたりの光子数を f、1光子あたりに生じるキャリア数（量子効率）を η として
{\displaystyle \Delta \sigma =e\tau \mu \eta f}
で表される。この効果は半導体のみならず、酸化物や硫化物、有機物など非常に多様な物質で見られる。

### 応用例
一般に内部光電効果を用いた場合、低電圧で駆動可能、小型化しやすい、丈夫で長寿命、などの利点が得られる。
- 内部光電効果型の光センサ
  - フォトダイオードや固体撮像素子 (カメラのCCD、CMOSイメージセンサ)など、接合を用いた半導体光センサ
  - 硫化カドミウムなどを用いた光導電セル
- セレンを用いた撮影用フィルムの感光材、複写機の感光ドラムなど
- 太陽電池

## 歴史
1839年、アレクサンドル・エドモン・ベクレルが光起電力効果の研究において、光電効果による光と電流の関係性を見いだした。これは薄い塩化銀で覆われた白金の2つの電極を電解液に浸し、片方に光を照射すると光電流が生じる現象（ベクレル効果）として見いだされ、光起電力効果に関する最初の報告となった。
1887年、ドイツの物理学者ヘルツは、陰極に紫外線を照射することにより、電極間の放電現象が起こって電圧が下がる現象として、光電効果を見出した。
翌1888年、金属に短波長の（振動数の大きな）光を照射すると、電子が表面から飛び出す現象がドイツの物理学者ヴィルヘルム・ハルヴァックスによって発見された。
その後、ドイツの物理学者レーナルトの研究によって解明が進み、
- 電子の放出は、ある一定以上大きな振動数の光でなければ起こらず、それ以下の振動数の光をいくら当てても電子は飛び出してこない。
- 振動数の大きい光を当てると光電子の運動エネルギーは変わるが飛び出す電子の数に変化はない
- 強い光を当てるとたくさんの電子が飛び出すが、電子1個あたりの運動エネルギーに変化はない

などの事実が実験により明らかにされた。
この現象は、19世紀の物理学では説明することのできない難題であったが、1905年、物理学者のアルベルト・アインシュタインが自身の論文『光の発生と変換に関する1つの発見的な見地について』内で導入した光量子仮説によって、説明付けられた。1916年、アメリカ合衆国の物理学者ロバート・ミリカンの実験により光量子仮説が証明され、アインシュタインはこの業績によって1921年にノーベル物理学賞を受賞している。
アインシュタインが光量子仮説を導入するまでは以下のような考え方があった。
- 波動の観点から考える。光が金属面に当たると、光の電磁場によって金属内の電子が激しく揺さぶられエネルギーが与えられる。電子のエネルギーがある限界を超えると電子は金属面から飛び出す。この時、電子に与えられるエネルギーは光の電磁場の強さの2乗に比例するはずである[注 4]。よって、放出される光電子のエネルギーは入射光の強度に依存するはずである。

しかし、レーナルトの実験によると光電子のエネルギーは入射光の強度には依存せず強度を増すと光電子の数だけが増し、また、入射光の振動数の増大とともに光電子のエネルギーが増すことが分かっているので、光の波動論と実験事実は矛盾する。
- 波動の観点とは違い、光はただ電子を放出するだけの役割を担っているという考え方も存在した。光が電子を放出し、電子はエネルギーを金属内の熱エネルギーから受け取ることにより光電効果が起こると推測された。

しかし、この推測では光電子のエネルギーが入射光の振動数に依存するということの説明ができていない。また、この推測が正しい場合、光電効果は金属の温度に強く依存するはずであるが、実際はそうではなく、この推測も事実と矛盾する。

## 仕事関数
光子が吸収されるときのエネルギーは、一般的な場合にはアインシュタインの方程式と呼ばれる次の方程式で表現できる。
{\displaystyle h\nu =P_{1}+P_{2}+eV}
ここで P1 は電子を原子から引き離すエネルギー（イオン化エネルギー）、P2 は物体表面から電子を飛び出させる仕事、eV は解放された光電子の運動エネルギーである。金属の特徴として、その中に多量の自由電子を有している。自由電子はすでに原子から離れて、金属内を自由に運動しているので金属に対して P1 = 0 と考えることができる。そのかわり、金属表面から電子が飛び出すためには、金属内部に閉じ込められている場に打ち勝たねばならない。これに打ち勝つために費やす仕事が仕事関数 P2 である。金属の場合、アインシュタインの方程式は次のようになる。
{\displaystyle h\nu =P_{2}+eV}
もし、hν < P2 ならば電子は金属表面から飛び出せず、光電効果は起こらない。これはある最小の振動数、ν0 があり、ν0 では光電効果を起こすことができるが、それ以下の振動数では光電効果を観測できない。なお、仕事関数は熱電子に関する実験から求めることができる。

## ミリカンの実験

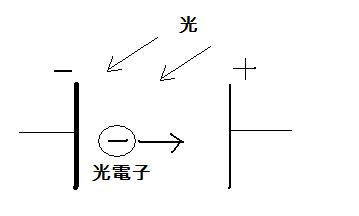
ミリカンの実験装置の略図

ミリカンは真空中の陰極に光を当てて光電効果を起こし、その時に陰極、陽極間に流れる電流を測定した。そして、陰極、陽極間の電圧と光電子の運動エネルギーの関係からプランク定数を求め、光電効果を実証した。光電子の運動エネルギーを Ek、電界が電子にする仕事を eV とする。もし、 eV > Ek ならば、光電子は陽極に到達することができなくて電流は流れない。よって、ちょうど電流が流れなくなる電圧を V0 とすると、アインシュタインの方程式 hν = P2 + eV より
{\displaystyle {\begin{aligned}&eV_{0}=h\nu -P_{2}\\&V_{0}={\frac {h}{e}}\nu -{\frac {W}{e}}\end{aligned}}}
となる。この V0 を照射光の振動数 ν に対するグラフとして描き、そのグラフの傾き h/e からミリカンはプランク定数を求めることができた。ミリカンが光電効果から求めたプランク定数は
h = 6.56×10−34 J•s
となり、黒体輻射の実験から求めたプランク定数
h = 6.558×10−34 J•s
とほぼ一致している。